# كين غراي
كين غراي (بالإنجليزية: Ken Gray)‏ هو لاعب كرة قدم أمريكية أمريكي، ولد في 10 مارس 1936 في سان سابا في الولايات المتحدة، وتوفي في 25 نوفمبر 2017 في لانو في الولايات المتحدة.

## وصلات خارجية
- كين غراي على موقع مرجع كرة القدم المحترفة.كوم (الإنجليزية)